# 文室益善
文室 益善（ふんや の ますよし）は、平安時代初期から前期にかけての貴族・皇族。名は益吉とも記される。当初益善王を名乗るが、臣籍降下後の姓は清原真人のち文室真人。一品・舎人親王の後裔と考えられる。官位は従五位上・豊前守。

## 経歴
承和13年（846年）正月に従五位下に叙爵し、筑後守に任ぜられる。2月には興岑以下9名の子女が、藤坂王・御藤王の子女と共に臣籍降下し清原真人姓を与えられる。
仁寿3年（853年）従五位上・大蔵大輔に叙任されるが、翌仁寿4年（854年）には摂津守として再び地方官に転じる。斉衡3年（856年）6月に清原真人姓を与えられて臣籍降下するが、同年11月には早くも文室真人姓に改姓している。
清和朝でも、貞観元年（859年）紀伊守、貞観2年（860年）豊前守と地方官を歴任した。

## 官歴
- 時期不詳：正六位上
- 承和13年（846年） 正月7日：従五位下。正月13日：筑後守。2月28日：子女9人が臣籍降下（清原真人）
- 仁寿3年（853年） 正月7日：従五位上。4月10日：大蔵大輔
- 仁寿4年（854年） 正月16日：摂津守
- 斉衡3年（856年） 6月16日：臣籍降下（清原真人）。11月22日：清原真人から文室真人に改姓
- 貞観元年（859年） 12月21日：紀伊守
- 貞観2年（860年） 3月20日：豊前守

## 系譜
- 父：不詳
- 母：不詳
- 生母不明の子女
  - 男子：清原興岑[2]
  - 男子：清原忠道[2]
  - 男子：清原忠棟[2]
  - 男子：清原忠主[2]
  - ほか子女5人[2]